# Орловка (Тюкалинский район)
Орловка — деревня в Тюкалинском районе Омской области. Входит в состав Нагибинского сельского поселения.

## История
Основана в 1895 г. В 1928 году деревня Ивановка состояла из 66 хозяйства, основное население — русские. В составе Чистовского сельсовета Тюкалинского района Омского округа Сибирского края. В 1964 году Указом Президиума ВС РСФСР деревня Ивановка переименована в Орловку.

## Население
| 1926 | 2010 |
| ---- | ---- |
| 443  | ↘74  |